# جاعره العليا (السبرة)

تعديل مصدري - تعديل

جاعره العليا محلة تابعة لقرية الكرب، التابعة لعزلة مطاية بمديرية السبرة إحدى مديريات محافظة إب في الجمهورية اليمنية.، بلغ تعداد سكانها 179 حسب تعداد اليمن لعام 2004.